# 別府站 (福岡縣)

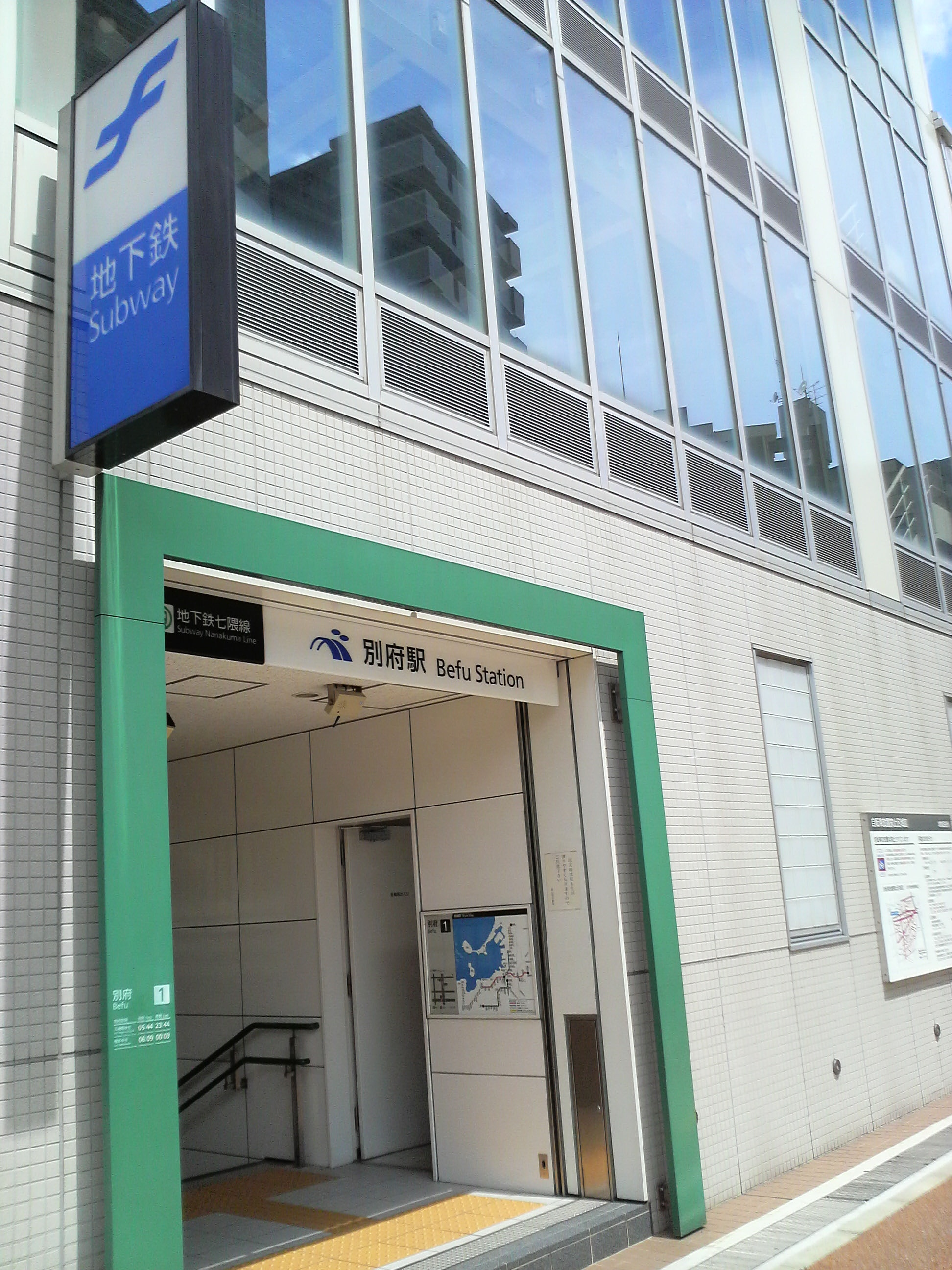
1號出口

別府站（日语：／ Befu eki */?）是一個位於日本福岡縣福岡市城南區別府二丁目，屬於福岡市地下鐵七隈線的鐵路車站。車站編號是N10。

## 歷史
- 2005年（平成17年）2月3日 - 開業。

## 車站構造
1面2線島式月台的地底車站。位於國道202號正下方。

### 月台配置
| 月台 | 路線   | 目的地                         |
| ---- | ------ | ------------------------------ |
| 1    | 七隈線 | 六本松、藥院、天神南、博多方向 |
| 2    | 七隈線 | 福大前、橋本方向               |

## 利用狀況
2016年（平成28年）度的1日平均上車人次為5,431人。七隈線車站次於天神南站、藥院站、福大前站排行第4位。
開業以後的1日平均上車人次推移如下表。
| 年度               | 1日平均 上車人次 |
| ------------------ | ---------------- |
| 2004年（平成16年） | 2,804            |
| 2005年（平成17年） | 2,606            |
| 2006年（平成18年） | 3,219            |
| 2007年（平成19年） | 3,589            |
| 2008年（平成20年） | 3,799            |
| 2009年（平成21年） | 3,774            |
| 2010年（平成22年） | 3,898            |
| 2011年（平成23年） | 4,156            |
| 2012年（平成24年） | 4,211            |
| 2013年（平成25年） | 4,442            |
| 2014年（平成26年） | 4,468            |
| 2015年（平成27年） | 4,949            |
| 2016年（平成28年） | 5,431            |

## 相鄰車站
福岡市交通局（福岡市地下鐵）
 七隈線
茶山（N09）－別府（N10）－六本松（N11）

## 外部連結
- 福岡市地下鐵 別府站（页面存档备份，存于）（日語）